# Camptostemon aruense
Camptostemon aruense là một loài thực vật có hoa trong họ Cẩm quỳ. Loài này được Becc. mô tả khoa học đầu tiên năm 1889.